# Argia oculata
Argia oculata – gatunek ważki z rodziny łątkowatych (Coenagrionidae). Szeroko rozprzestrzeniony w Ameryce Północnej i Południowej – od Meksyku po Brazylię i Boliwię.